# Isacia conceptionis
Isacia conceptionis – gatunek ryby z rodziny luszczowatych, jedyny przedstawiciel rodzaju Isacia Jordan & Fesler, 1893. Poławiana gospodarczo.
Występowanie: południowo-wschodni Ocean Spokojny, wzdłuż wybrzeży Peru i Chile, na głębokościach do 50 m p.p.m.

## Opis
Osiąga do 60 cm długości. Żywi się skorupiakami, wieloszczetami i glonami.